# 马克·德拉贡斯基
马克·德拉贡斯基（德語：Mark Dragunski，1970年12月22日—），德国男子手球运动员。他曾代表德国国家队参加2004年夏季奥林匹克运动会手球比赛，结果获得一枚银牌。